# 1956 en santé et médecine
| Années de la santé et de la médecine : 1953 - 1954 - 1955 - 1956 - 1957 - 1958 - 1959    |
| Décennies de la santé et de la médecine : 1920 - 1930 - 1940 - 1950 - 1960 - 1970 - 1980 |

Cet article présente les faits marquants de l'année 1956 en santé et médecine.

## Événements
- 6 octobre : mise au point d’un vaccin contre la poliomyélite par Albert Sabin.
- Synthèse de la pénicilline au Massachusetts Institute of Technology.

- Grippe asiatique (1956-1958)

## Publication
- Alfred Gierer (de) et Gerhard Schramm (de) apporte la preuve du rôle infectant de l'acide nucléique viral pur[1].

## Décès
- 13 avril :  Édouard Rist (né en 1871), pneumologue français.
- 30 octobre : Vladimir Filatov (né en 1875), ophtalmologue et chirurgien russe.